# Ruschia crassisepala
Ruschia crassisepala är en isörtsväxtart som beskrevs av L. Bol. Ruschia crassisepala ingår i släktet Ruschia och familjen isörtsväxter. Inga underarter finns listade i Catalogue of Life.